# Revolución tranquila
La Revolución tranquila (Révolution tranquille en francés) fue el proceso de modernización y secularización de Quebec, provincia francófona de Canadá. Generalmente se considera que la Revolución Tranquila comenzó en 1960, con la victoria de Jean Lesage y del Partido Liberal de Quebec (PLQ) en las elecciones provinciales. El momento del final de la revolución es más discutido, pero generalmente se considera que finalizó en algún momento entre las elecciones provinciales de 1966 (en las que ganó la Union Nationale de Daniel Johnson) y la Crisis de Octubre de 1970. Por supuesto, las causas y las consecuencias de la Revolución Tranquila se extienden antes y después de estas fechas. 
Aunque Quebec ya era una provincia moderna en un sentido práctico, siendo como era el principal motor industrial de Canadá, estaba social y políticamente atrasada en comparación con el resto del país y de América del Norte. La revolución consiguió poner a la sociedad quebequesa en pie de igualdad con el resto de la sociedad norteamericana, impulsó el desarrollo económico-cultural de Quebec y, en consecuencia, permitió el nacimiento del nacionalismo quebequés moderno. 

## Las causas de la Revolución

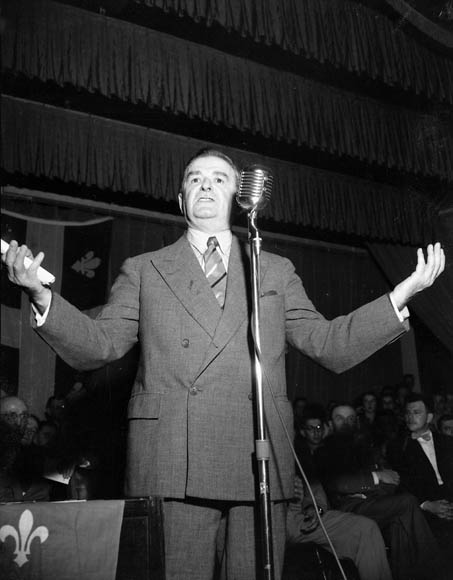
Maurice Duplessis, premier de Quebec (1936-1939 y 1944-1959), dando un discurso en 1952.

La Revolución empezó en la década de 1960, aunque era en gran medida una cristalización de los cambios que había vivido la sociedad quebequesa en los años anteriores. 

### El Quebec de posguerra
Quebec salió de la Segunda Guerra Mundial como una sociedad dividida, tal y como sucedió con la Primera Guerra Mundial. En ambos conflictos el motivo fue el mismo: la conscripción para luchar en Europa. Los quebequeses se habían mostrado abrumadoramente en contra de la leva forzosa para luchar en un ejército en el cual serían automáticamente marginados por hablar en francés (dado que el uso de la radio exigía fluidez en la lengua inglesa) y en una guerra que a muchos les resultaba indiferente. La crisis había incluso desencadenado la detención del alcalde de Montreal, Camillien Houde. En consecuencia, las elecciones de 1944 significaron una holgada victoria para la Union Nationale (UN) de Maurice Duplessis.
Los gobiernos de Duplessis se caracterizaron por su desdén hacia la oposición, su uso indiscriminado de mecanismos caciquiles, su ferviente anticomunismo, su represión contra el movimiento sindical, y la restricción al acceso al sistema educativo. Igualmente, se caracterizó por primar al campo (gran fuente de votos para la UN) respecto a las zonas urbanas, a través de iniciativas como créditos agrícolas. La influencia de la Iglesia católica, que ya era enorme en Quebec, se intensificó todavía más. Todos estos factores sumados hacen que el periodo de 15 años de gobierno de Duplessis sea conocido como La Grande Noirceur (La Gran Oscuridad) por gran parte de la sociedad.
Sin embargo, algo sucedía en el Quebec de la posguerra. Sectores del nacionalismo quebequés se apartaban progresivamente de sus bases nacionalistas (en el sentido estricto de la palabra) y, en muchos casos, abiertamente racistas, para adoptar posiciones cada vez más de izquierdas. Al mismo tiempo, aumentaba la consciencia de la poca importancia de los franco-canadienses en la economía y la cultura de Quebec. La mayoría de las empresas de esta provincia, al ser un mercado pequeño y abierto, eran de capital estadounidense, británico o anglo-canadiense. La Iglesia católica quebequesa, cuya posición era en aquel momento aparentemente monolítica, empezó a fragmentarse en su apoyo a Duplessis y al capital procedente del Reino Unido y de Estados Unidos.
El primer punto de inflexión fue la Huelga del Amianto (Grève de l'amiante) de 1949. Desencadenada por la reivindicación por parte de los mineros de amianto del este de Quebec de mejores condiciones de trabajo y salario, enfrentándose con las empresas mineras de capital extranjero (que apoyaban y eran apoyadas por Duplessis), la huelga tuvo repercusión nacional y tuvo dos efectos perdurables: primero, exacerbó la sensación de que los franco-canadienses estaban subrepresentados en la vida económica de Quebec; y segundo, produjo una división en la Iglesia católica quebequesa entre partidarios y detractores de la huelga. Esta huelga también dio a conocer figuras que posteriormente serían importantes en la historia de Quebec y de Canadá, entre ellas el futuro primer ministro canadiense Pierre-Elliott Trudeau.